# Doodstraf wereldwijd

Gehandhaafd in 53 landen
In praktijk afgeschaft in 23 landen (deze landen hebben niemand geëxecuteerd in het laatste decennium of langer en lijken een beleid of de gewoonte te hebben om geen executies meer te voltrekken
In praktijk afgeschaft (niemand geëxecuteerd in de afgelopen 14 jaar of langer) en in de wet afgeschaft voor alle misdaden behalve misdaden gepleegd onder bijzondere omstandigheden (zoals oorlogsmisdaden) in 9 landen
Afgeschaft in 110 landen

Hieronder volgt een samenvatting van de toepassing van de doodstraf wereldwijd.

## Overzicht
Historisch gezien werd de doodstraf in vrijwel de hele wereld toegepast. In 2018 had de meerderheid van de landen de doodstraf afgeschaft, of paste de doodstraf niet meer toe. De Verenigde Staten van Amerika en Japan zijn het meest economisch ontwikkelde landen die de doodstraf nog toepassen. Het gebruik van de doodstraf wordt doorgaans in de onderstaande vier categorieën onderverdeeld. Sinds 2024 (van de 199 lidstaten van de Verenigde Naties en landen met een VN observatiestatus):
- handhaven 53 landen de doodstraf zowel bij wet als in praktijk,
- hebben 23 landen de doodstraf de facto afgeschaft, doordat zij, volgens Amnesty International,[6] in het afgelopen decennium of langer niemand geëxecuteerd en men denkt dat ze een beleid of de gewoonte hebben om geen executies meer te voltrekken,
- hebben 9 landen de doodstraf de facto afgeschaft, doordat ze in de afgelopen 14 jaar of langer niemand hebben geëxecuteerd en hebben ze de doodstraf de jure afgeschaft, behalve voor misdaden die zijn gepleegd in bijzondere omstandigheden, zoals ten tijde van oorlog, en
- hebben 110 landen de doodstraf volledig afgeschaft. Meest recentelijk: Tsjaad (2020), Kazachstan (2021), Sierra Leone (2021), Suriname (2021), Centraal-Afrikaanse Republiek (2022), Papoea-Nieuw-Guinea (2022) en Zimbabwe (2024).

Executie van minderjarigenSinds 2009 hebben Iran en Saoedi-Arabië veroordeelden geëxecuteerd die jonger waren dan 18 (of 21) ten tijde van het misdrijf.
Openbare executieIn 2013 werden er openbare executies uitgevoerd door de regeringen van Iran, Noord-Korea, Saoedi-Arabië en Somalië.

### Hoogontwikkelde landen
Van de landen en regio's met de status "erg hoog" op de welzijnsindex, kennen er 8 nog de doodstraf: de Verenigde Staten van Amerika (aantal deelstaten), Japan, Singapore, Saoedi-Arabië, Verenigde Arabische Emiraten, Koeweit, Bahrein en Taiwan. In Zuid-Korea en Rusland is er in 2018 een moratorium (er werden in 2018 geen executies voltrokken). Ook in Qatar en Brunei werden in 2018 geen executies uitgevoerd. In Israël en Chili kan de doodstraf alleen opgelegd worden voor oorlogsmisdaden.

### Afrika
In Afrika kennen meerdere landen nog de doodstraf. In onder andere Botswana en Nigeria worden mensen nog steeds geëxecuteerd. Burkina Faso schafte de doodstraf in 2018 af en Gambia stopte in hetzelfde jaar met het uitvoeren van executies, als eerste stap naar de afschaffing van de doodstraf in dat land. Tsjaad schafte de doodstraf in 2014 af, maar herstelde deze weer in 2015 voor terreurmisdaden en schafte deze in 2020 weer af.

### Amerika
Op de eilanden in het Caribisch gebied bestaat de doodstraf nog ten minste de jure, behalve in Haïti en de Dominicaanse Republiek. De laatste executie in het Caribisch gebied en tevens de laatste executie buiten de VS in Amerika was in Saint Kitts en Nevis in 2008. In Centraal- en Zuid-Amerika bestaat de doodstraf in Belize en Guyana, al is er in beide landen in jaren niemand meer geëxecuteerd. In Brazilië, Chili, El Salvador, Guatemala en Peru kan de doodstraf alleen worden opgelegd onder bijzondere omstandigheden, zoals voor oorlogsmisdaden. Voor andere misdrijven is de doodstraf afgeschaft.

### Azië
Het merendeel van de executies wereldwijd vindt plaats in Azië. China is het land dat de meeste executies uitvoert. In Iran en Saoedi-Arabië worden ook veel executies voltrokken. In 2017 werd in Mongolië de doodstraf afgeschaft. In de Filipijnen wilde president Duterte de doodstraf weer opnieuw instellen, maar zijn voorstel is niet door de Senaat gekomen. In India worden alleen de ergste misdadigers geëxecuteerd; sinds 1991 hebben er 26 executies plaatsgevonden. Van de voormalige Sovjetrepublieken in Azië heeft alleen Tadzjikistan de doodstraf niet officieel afgeschaft.

### Europa
De Europese Unie is sterk tegen de doodstraf en ziet de afschaffing ervan als een van de beoogde doelen voor het mensenrechtenbeleid van de EU. De afschaffing van de doodstraf is daarnaast een vereiste voor toetreding tot de Unie. In Europa handhaaft alleen Wit-Rusland de doodstraf en had de intussen opgeheven en niet erkende Volksrepubliek Donetsk de doodstraf ingevoerd. Rusland handhaaft de doodstraf, maar er is een moratorium. De laatste executie in Rusland was in 1999. Ten slotte heeft de Turkse president Erdogan gezegd de doodstraf opnieuw te willen invoeren, maar dit is nog niet gebeurd.

### Oceanië
Alle landen in dit continent hebben de doodstraf afgeschaft op Tonga na. De doodstraf is daar al in geen jaren meer toegepast. De laatste bekende executie  vond plaats in 1982.

### Aantal executies in 2022
Ten minste 20 landen voltrokken executies in 2022:
- Afrika (3 landen): Egypte (24), Somalië (6+), Zuid-Soedan (5+)
- Amerika (1 land): Verenigde Staten (18)
- Azië (15 landen): Afghanistan (onbekend), Bangladesh (4), China (1.000+), Iran (576+), Irak (11+), Japan (1), Jemen (4+), Koeweit (7), Myanmar (4), Noord-Korea (onbekend), Palestina (5 (Hamas, Gaza)), Saoedi-Arabië (196), Singapore (11), Syrië (onbekend), Vietnam ( onbekend)
- Europa (1 land): Wit-Rusland (1)

Voor veel landen zijn de exacte aantallen niet bekend, dus een totaal aantal executies in 2017 is lastig in te schatten. Andere landen, zoals Libië, voerden buitenrechtelijke executies uit.